# Argostemma lobbii
Argostemma lobbii är en måreväxtart som beskrevs av Joseph Dalton Hooker. Argostemma lobbii ingår i släktet Argostemma och familjen måreväxter. Inga underarter finns listade i Catalogue of Life.